# Arno Camenisch
Arno Camenisch (Brigels, 1º febbraio 1978) è uno scrittore e poeta svizzero.

## Biografia
Nato a Tavanasa, frazione di Brigels nel Cantone dei Grigioni, si è diplomato all'Istituto letterario svizzero di Bienne dove vive e lavora.
Scrive in tedesco e romancio nella variante sursilvana.
Ha esordito nel 2005 con il romanzo Ernesto ed autras manzegnas scritto interamente in romancio al quale ha fatto seguito una trilogia grigionese composta da Sez Ner, Dietro la stazione e Ultima sera scritti in un pastiche linguistico che mescola svizzero-tedesco, sursilvano e italiano.
Le sue opere sono tradotte in italiano da Roberta Gado ed Elisa Leonzio.

## Opere principali

### Romanzi
- Ernesto ed autras manzegnas (2005)
- Sez Ner (2009), Bellinzona, Casagrande, 2010 ISBN 978-88-7713-591-9.
- Dietro la stazione (Hinter dem Bahnhof, 2010), Rovereto, Keller, 2013 ISBN 978-88-89767-43-6.
- Ultima sera ( Ustrinkata, 2012), Rovereto, Keller, 2013 ISBN 978-88-89767-48-1.
- Fred und Franz (2013)
- Nächster Halt Verlangen. Ein paar Kolumnen (2014)
- La cura (Die Kur, 2015), Rovereto, Keller, 2017 ISBN 978-88-99911-04-1.
- L'ultima neve (Der letzte Schnee, 2018), Rovereto, Keller, 2019 ISBN 978-88-99911-45-4.
- Anni d'oro (Goldene Jahre, 2020), Rovereto, Keller 2023 ISBN 9791259520821